# Søren Lerby
Søren Lerby (Kopenhagen, 1. veljače 1958.), danski nogometaš i trener
Kao vrlo mladog i perspektivnog igrača Fremada, uočio ga je slavni Ajax. Kao sedamnaestogodišnjak godine 1975. skupa sa zemljakom i suigračem Frankom Arnesenom prelazi u Amsterdam. S "kopljanicima" stječe slavu i ugled. Bio je veoma polivalentan igrač, koji je igrao i bočnog, i veznog, i povučenog, i ofenzivnog, pa sve do krilnog napadača, i centrafora. 1983. prelazi u minhenski Bayern, gdje ostaje do zaključno sa sezonom 1986./87. Jedna godina u francuskom Monacu, te za kraj karijere zlatni završetak u PSV-u Eindhovenu 1990., s kojim je 1988. bio prvak Europe. 
Naravno da je tijekom karijere imao i vrlo zapaženu ulogu u danskoj reprezentaciji, od čega je najveći uspjeh ipak brončana medalja s europskog prvenstva u Francuskoj 1984. Bio je poznat i po čuvenom "trio fantastikusu", koji su sačinjavali on, Arnesen i Elkjaer.
Naime, njih troje oplemenjivali su zajedno svu raskoš nogometnog talenta skupa s luksuznim zabavama,i raznim porocima. Možda su im zbog toga karijere i trajale kraće. Lerby je "skončao" s 32, Arnesen s 32, te Elkjaer s 31. Za dansku reprezentaciju debitirao je 1978. te zadnji meč odigrao u studenom 1989. Odigrao je 67 utakmica te postigao 10 golova.